# Александер Агассіз
Алекса́ндер Емануе́ль Ага́ссіз (англ. Alexander Emanuel Agassiz; 17 грудня 1835, Невшатель, Швейцарія — 27 березня 1910) — американський вчений та гірничий інженер, фахівець в області зоології моря, син швейцарського природодослідника Луїса Агассіза та пасинок Елізабет Кабот Агассіз.

## Життєпис
Учений мав помітний вплив на розвиток сучасної зоологічної систематики. Був знаним геологом і гірським інженером, що склав значний статок на дослідженні і розробці корисних копалин Північної Америки, провів важливі дослідження морського дна.
У 1873 р. замінив свого батька Луї на посаді куратора Гарвардського Музею природної історії, в організацію якого вніс також значний фінансовий внесок. Був президентом Національної академії наук США та членом Геттінгенської академії наук.